# Filtre à huile
Pour les articles homonymes, voir Filtre (physique).

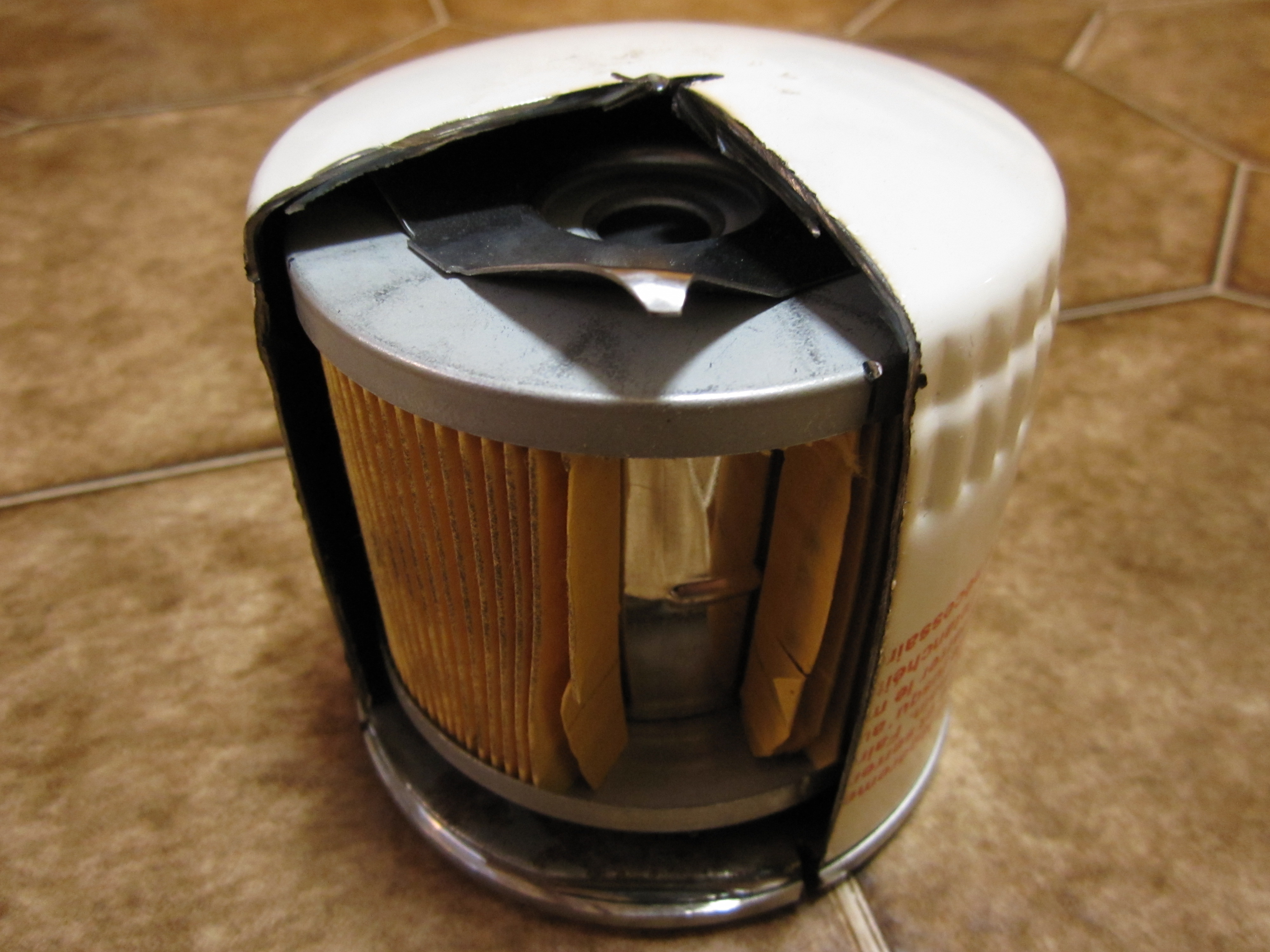
Un filtre à huile coupé pour montrer l'intérieur.

Un filtre à huile est un filtre utilisé principalement dans les moteurs à explosion, notamment ceux équipant les véhicules automobiles. Il a pour fonction de purifier les huiles, par exemple l'huile moteur ou le fluide hydraulique, lors du remplissage du circuit ou, typiquement, lors du fonctionnement du système.

## Filtre à huile de moteur thermique

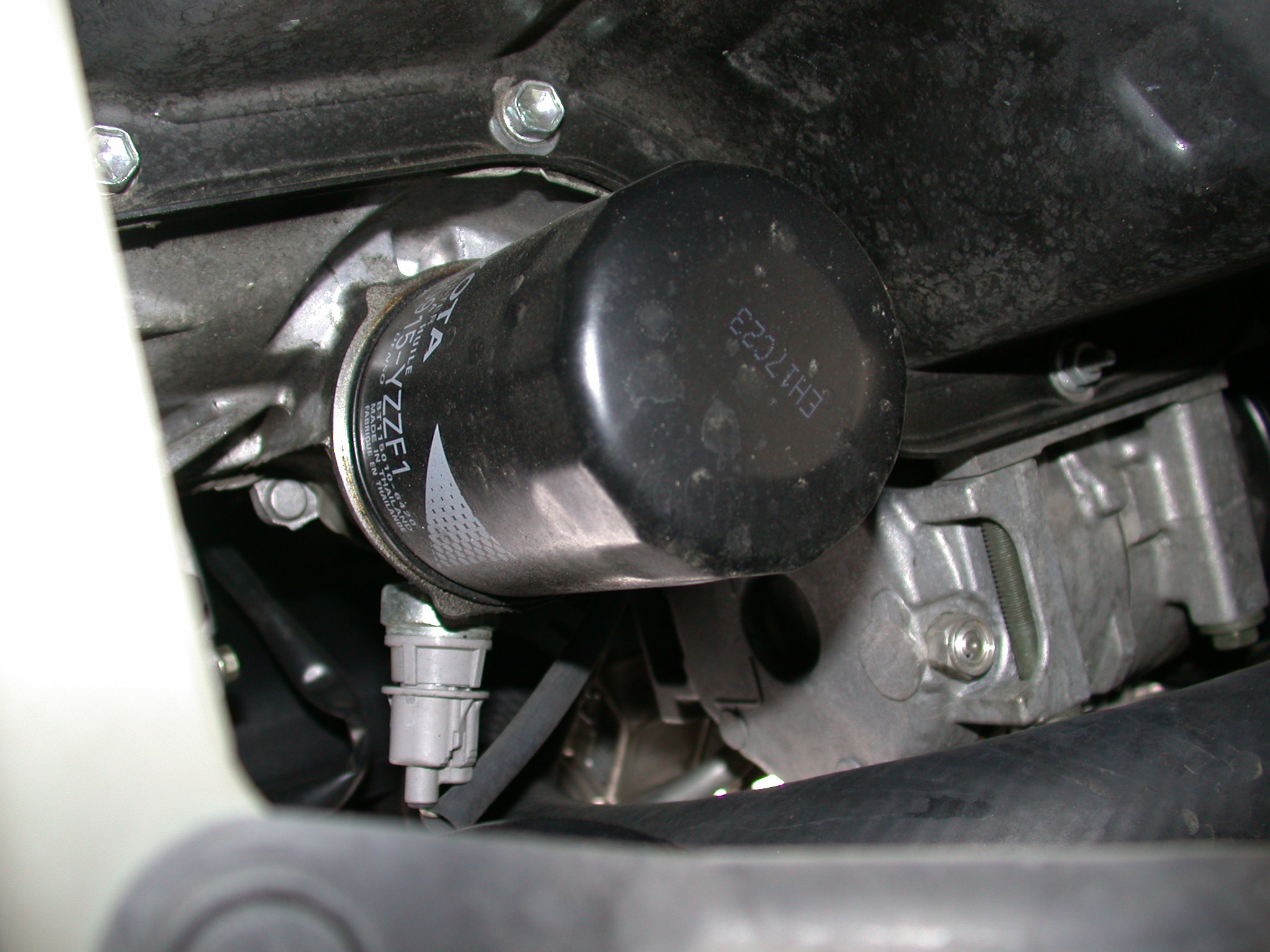
Filtre à huile vissé sur un moteur de voiture.

Le « filtre à huile » comprend la membrane filtrante proprement dite en fibres, son enveloppe métallique protectrice et le joint d'étanchéité en élastomère résistant. Le filtre à huile est alimenté grâce à la pompe à huile. Il retient les particules, indésirables, d'une certaine taille, présentes dans l'huile moteur, afin de réduire l'usure. Certains filtres à huile sont équipés d'un bypass, indispensable en cas de colmatage, dû par exemple à un manque d'entretien.

## Entretien
Le filtre à huile doit être remplacé à chaque vidange, pour éviter de polluer l'huile neuve et réduire l'usure du moteur.
Au montage, la surface du joint doit être recouverte d'huile moteur avant la pose pour faciliter le serrage et assurer une bonne étanchéité. Si possible, remplir l'élément d'huile moteur avant de le mettre en place. Le filtre à huile est d'abord vissé à la main jusqu'au contact sur le carter humide ou sur le bas du bloc-moteur, puis serré convenablement (souvent, effectuer une rotation de ¾ de tour) au moyen d'une clé à filtre à huile.

## Divers

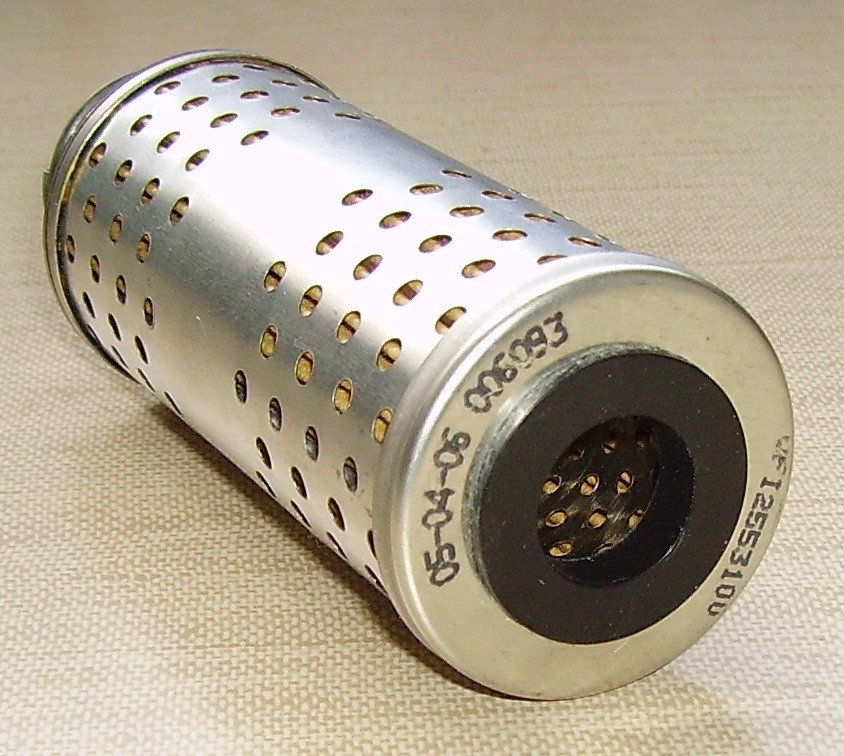
Filtre à huile de moto avec son joint ; ce modèle sera fixé dans le carter moteur.

Pour certaines motos, le filtre à huile moteur est interne (placé dans une partie cylindrique du carter) et fixé à l'aide d'un couvercle métallique perforé et d'une longue vis traversant le filtre cylindrique.
Des bouchons de vidange, à l'extrémité aimantée, retiennent des résidus métalliques véhiculés par l'huile ; ces derniers sont à éliminer à chaque vidange.
Une crépine peut être présente, comme dans le cas des petits moteurs de tondeuses à gazon thermiques.
Le manuel d'entretien indique les intervalles des opérations d'entretien.